# Irndorf
Irndorf è un comune tedesco di 688 abitanti,, situato nel land del Baden-Württemberg.